# 紹普芬峰
46°37′20.953″N 7°15′2.621″E / 46.62248694°N 7.25072806°E

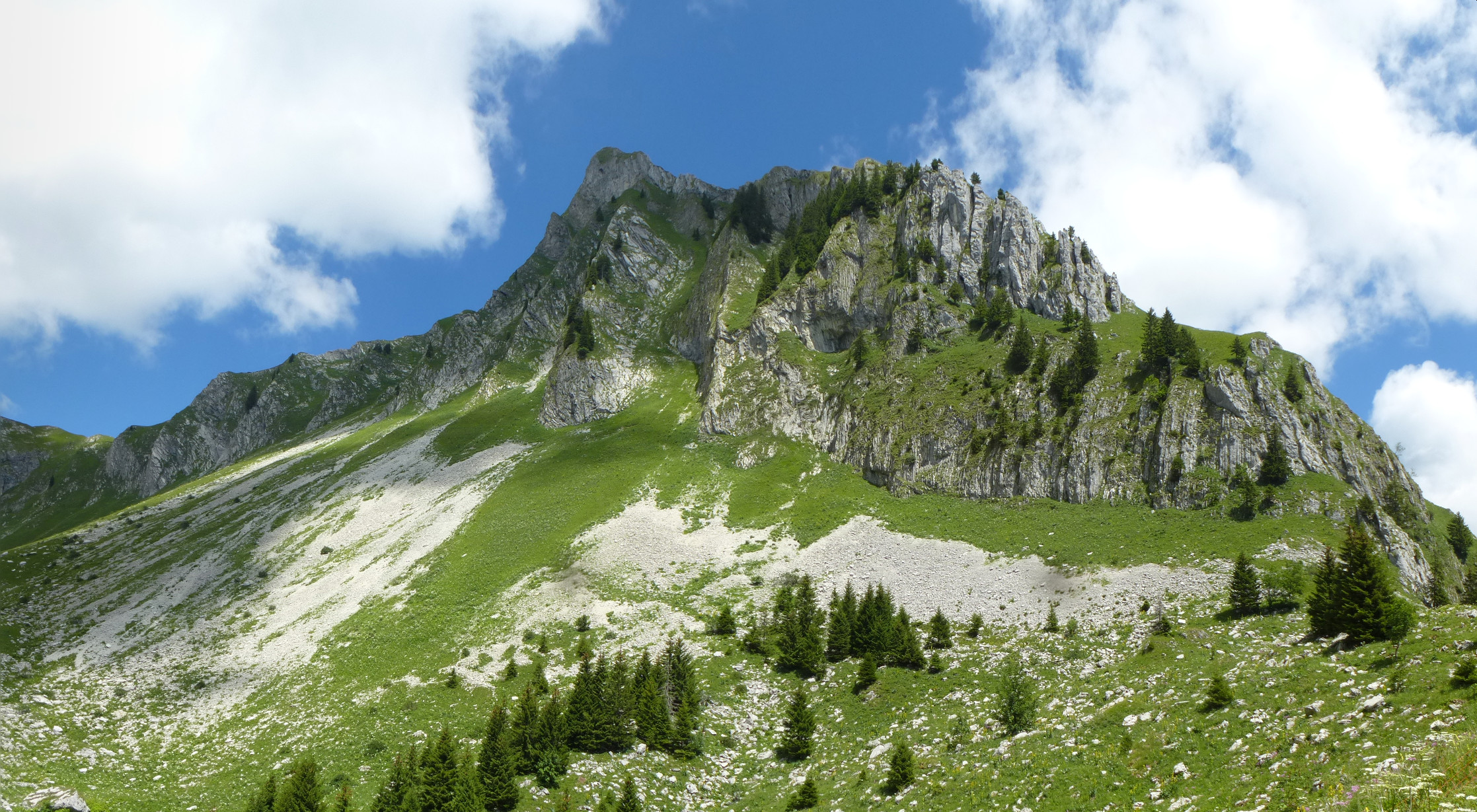

紹普芬峰（Schopfenspitz），是瑞士的的山峰，位於該國西部，由弗里堡州負責管轄，屬於弗賴堡前阿爾卑斯山脈的一部分，海拔高度2,104米，每年平均降雨量1,471毫米。